# Habershonia areos
Habershonia areos är en fjärilsart som beskrevs av Pieter Cramer 1777. Habershonia areos ingår i släktet Habershonia och familjen nattflyn. Inga underarter finns listade i Catalogue of Life.